# Léon Denivelle
 (mars 2025).
Léon Charles Denivelle est un chimiste et industriel français, né le 30 août 1905 à Héricourt (Haute-Saône) et mort le 14 octobre 1992 à Nice,,.

## Biographie
Léon Charles Denivelle est le fils de l'instituteur Léon Denivelle et d'Henriette Hirtz. Il est ingénieur chimiste diplômé de l'École nationale supérieure de chimie de Mulhouse en 1925 à 20 ans. Il soutient sa thèse de doctorat à l'Université de Strasbourg en 1929 puis sa thèse de doctorat d'Etat à la Faculté des sciences de Paris en 1937. A l'École nationale supérieure de chimie de Mulhouse, il est successivement chef de travaux, chargé de cours puis professeur de chimie tinctoriale en 1936. 
Pendant la Seconde Guerre mondiale, il est appelé au cabinet de Raoul Dautry, ministre de l'armement. Ses activités dans la Résistance lui font obtenir plus tard la Croix de guerre avec étoile d'argent et la Croix du combattant volontaire de la Résistance en 1944.
À la Libération, il est nommé secrétaire général du CEA par Raoul Dautry et Frédéric Joliot, poste dont il démissionne en 1947 car d'autres perspectives s'ouvrent à lui. Il reste membre du Comité scientifique et du Comité de l'équipement industriel du CEA. 
Il est nommé professeur au CNAM dès 1941, et donne le cours d'introduction à la chimie macromoléculaire puis le cours de chimie textile et tinctoriale. Ses activités de recherche l'amènent à diriger 123 mémoires de 1954 à 1974 et à publier 54 notes aux CRAS et 33 dans le bulletin de la Société chimique de France.
Dans l'industrie, il est dès l'âge de 42 ans président directeur général de Potasse et produits chimiques (PPC, 1948-1977), vice-président de Thann et Mulhouse (TM, 1948-1956) et président directeur général d'Organico (1956-1971).

## Vie privée
Léon Denivelle se marie en 1947 avec Jacqueline Renard, mariage qui durera 45 ans. La sœur de Léon, Marthe Joerg, est pour lui, durant toute sa vie, sa secrétaire particulière.

## Distinctions
- Chevalier de la Légion d'honneur (1946), Officier (1958), Commandeur (1991).
- Officier de l'Instruction publique (1956).
- Commandeur de l'Ordre national du Mérite (1973).
- Commandeur de la Croix du Sud (Brésil, 1953).
- Croix de guerre avec étoile d'argent.
- Croix du combattant volontaire de la Résistance (1944).

## Publications
- Sur les acylhalogènes, Strasbourg, Editions universitaires de Strasbourg, 1929.
- La Cellulose, avec Martin Battegay[8], Paris, Hermann, 1935.
  - Première partie, avec Martin Battegay, Paris, Hermann, 1935.
  - Deuxième partie, avec Martin Battegay, Paris, Hermann, 1935.
- Contribution à l'étude du chlorure de sulfuryle : Les esters aromatiques de la chlorhydrine sulfurique et de l'acide sulfurique, Nancy, Société d'impression typographique, 1937.
- Le Château-fort d'Étobon : étude historique, Montbéliard, Imprimerie montbéliardaise, 1940.
- La Fabrique de produits chimiques Thann et Mulhouse : histoire d'une entreprise de 1808 à nos jours, par Marc Drouot, André Rohmer et Nicolas Stoskopf, préface de Léon Denivelle, introduction et conclusion par  Michel Hau, Strasbourg, La Nuée bleue, 1991[9].